# Publikacja elektroniczna
Publikacja elektroniczna (ang. electronic publication) — dokument, muzyka itp., utworzone z wykorzystaniem techniki multimedialnej lub hipertekstu i rozpowszechniane za pomocą mediów informatycznych (w tym w Internecie). Do publikacji elektronicznych zaliczają się zarówno dokumenty elektroniczne, jak i skomplikowane wydawnictwa, takie jak gry komputerowe czy aplikacje na smartfony.